# 분갈이

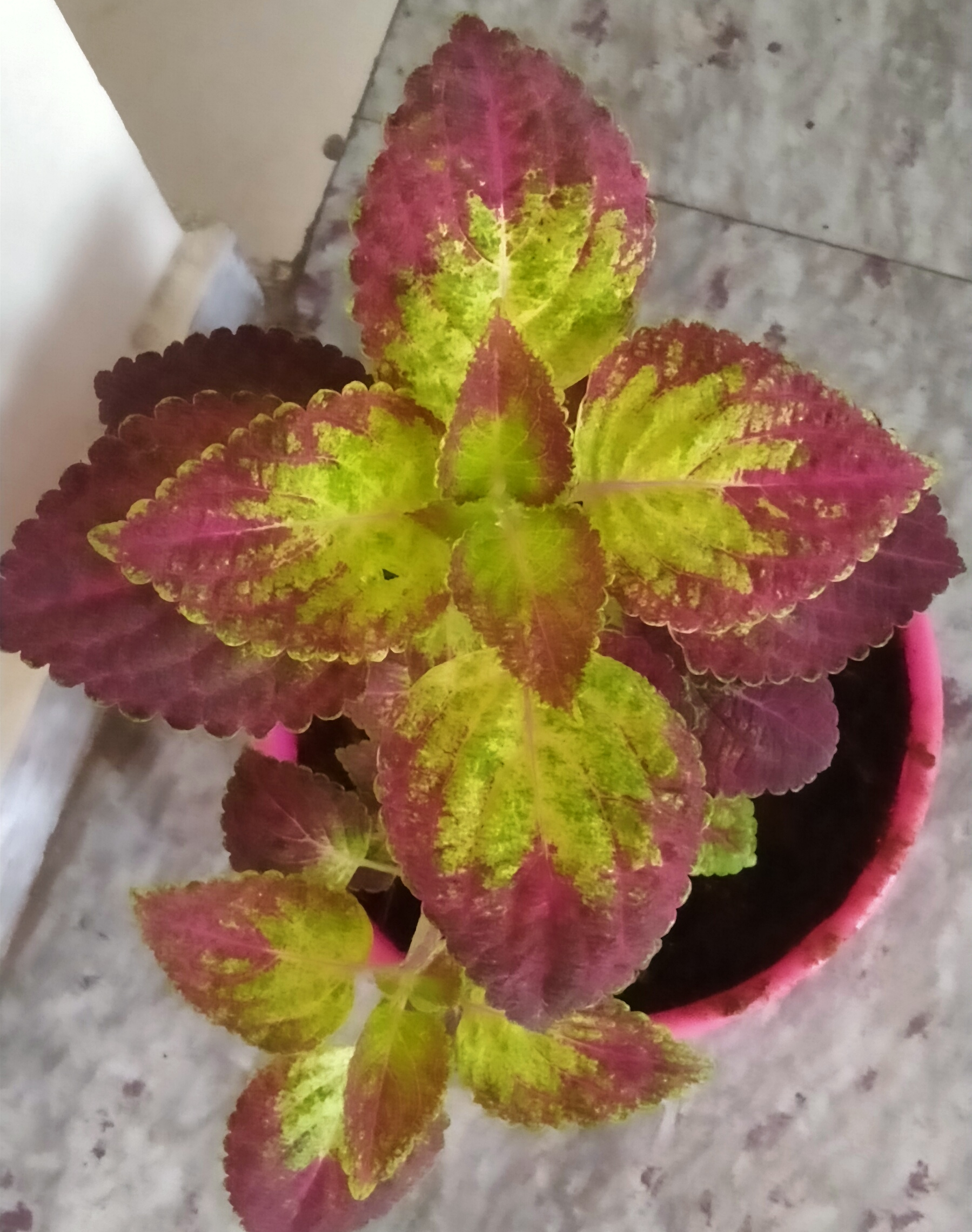

분갈이(repotting)는 화분에 심은 풀이나 나무 따위를 다른 화분에 옮겨 심는 것을 뜻한다. 오랫동안 분갈이를 하지 않은 화분은 통풍이 나쁘고 물이 고인 채로 흘러나가지 않아 뿌리가 썩어 식물이 잘 성장하지 못하거나 고사할 수 있다. 따라서 일정한 때가 되면 분갈이를 하여 식물이 잘 자랄 수 있도록 해야 한다.

## 이유
식물이 화분에 비해 지나치게 크면 반드시 분갈이를 해야 하며, 배수가 원활히 이루어지지 않는다거나, 풀이나 나무의 아랫잎이 누렇게 변하거나 낙엽이 진다면 분갈이를 염두에 두어야 한다. 물론, 잎이 지는 이유는 영양소 과잉이라거나 벌레나 병에 걸렸다거나 관수량 조절에 실패한 것 등 다양하게 있지만, 이런 특별한 이유가 아니면 분갈이를 시행하는 것이 좋으며 그 시기는 식물이 활발하게 생장하기 시작하는 시기가 좋다. (한국에서는 대개 4~5월이 적당하다.)
만약 제때 분갈이를 하지 않으면 다양한 부작용이 발생할 수 있다. 예를 들어, 지나치게 오래 분갈이를 하지 않을 때에는 물이 고이고 흐르지 않아 뿌리가 썩거나, 흙 속의 영양소가 물에 따라 같이 배수될 우려가 있다. 또한, 흙 사이의 공간이 비좁아져 뿌리를 죄고 통풍 및 배수에 큰 무리가 올 수도 있으며, 철이나 아연 등 일부 필수 영양소가 부족해질 수도 있다. 게다가 흙이 산성화하여 식물 생장에 매우 치명적인 영향을 끼칠 수도 있다. 또한 업체에서 구매한 화분도 분갈이를 하는 것이 좋은데, 비양심적인 업체에서 흙값을 아끼고 무게를 줄이기 위해 흙에 스티로폼을 섞는 경우가 종종 있기 때문이다. 이럴 경우 식물이 오래 살아남기는 힘들다. 또한 업체에서 식물을 빠르게 생장시키기 위해 거름 성분이 많이 포함된 토양을 사용하는 경우가 많은데, 이러한 토양은 환기나 배수가 업체와는 다른 대개의 가정집 환경에서는 식물에게 해롭게 작용할 수 있다.
분갈이는 식물이 다음과 같은 상태일 때 실시하여야 한다:
1. 화분 흙이 빠르게 마를 때
2. 뿌리가 화분 밖으로 삐져나왔을 때
3. 화분에 비해 식물이 지나치게 클 때
4. 잎이 다른 이유 없이 시들시들해졌을 때
5. 배수가 원활히 이뤄지지 않을 때

다만 분갈이를 하면 대부분의 잔뿌리가 제거되어 회복할 때까지 뿌리체계의 기능이 크게 저하되기 때문에 필요한 경우가 아니라면 분갈이를 하지 않는 것이 좋다. 초보자는 화분의 배수 수준에 비해 물을 지나치게 적게 주어서 발생한 증상을 분갈이가 필요하다는 신호로 착각하기도 한다. 이러한 현상을 방지하기 위해 배수공이 없는 화분을 사용할 수 있으나, 배수공이 있는 화분과는 관리방식이 다르다.

## 방식
분갈이를 할 때에는 그 식물에 맞는 용토를 알아내 적절한 비율로 섞어 필요한 양만큼 준비해 두는 것이 좋다. 만약 식물과 그 용토가 맞지 않다면, 일부 식물은 치명적일 수도 있다. (예를 들어, 식충식물은 펄라이트와 피트모스를 1:1로 섞어 쓰는 것이 이상적인데, 마사토나 밭흙 등을 사용하면 금세 죽기 십상이다.)그리고 식물의 크기보다 약간 큰 화분을 준비하고 화분의 밑구멍 위는 화분망 또는 양파망 따위로 막아둔다. 그러나 식물보다 지나치게 큰 화분은 오히려 통풍과 배수에 좋지 않으므로 주의한다. 이제 그 위에 흙을 일정량 넣고 거름을 넣고 나서 위에 흙을 약간 더 넣어 다시 덮은 다음 식물을 옮기고 다시 흙을 덮어 둔다. 이때, 주의할 것은 거름과 뿌리가 직접적으로 닿아서는 안 된다는 것이다. 또한, 지나치게 긴 뿌리는 날카로운 가위로 자르고 썩은 잎도 몇 개 솎아낸다. 단, 지나치게 많이 솎는 것은 좋지 않다. 식물을 빼기 전에 물을 주면 쉽게 쑥 빠진다. 특히 작은 화분이라면 거꾸로 들어서 책상 아랫면 같은 곳에 화분을 약하게 올려친 다음, 한 손으로는 흙을 받치고 다른 손으로는 화분을 잡아당기면 쉽게 빠진다. 식물이 분갈이한 후에 적응하는 데 무리가 되지 않도록 뿌리 근처의 흙은 분갈이하기 전 화분의 흙을 사용하는 것도 좋은 방법이다. 그리고 화분의 높이를 고려하여 흙을 덮어두는데, 이때 물을 줄 때 물이 고이는 공간도 염두에 두어야 한다. 또한 흙을 지나치게 꾹꾹 눌러담으면 통기성이 나빠져 식물이 상할 수 있으니 주의하자. 이렇게 식물을 완전히 옮기고 나면 흙이 흠뻑 젖을 정도로 물을 주어 마무리한다. 분갈이를 할 화분의 크기는 대개 기존에 사용하던 화분의 1.5배에서 2배 크기가 적당하다.

## 같이 보기
- 화분
- 원예
- 실내정원
- 도시농업